# Список населённых пунктов Струго-Красненского района

## Городские населённые пункты
- Посёлок городского типа (рабочий посёлок) Струги Красные —  6452 человека (XII. 2000 г.)[1]; далее, в границах городского поселения[2]: 9377 человек (XII. 2000 г.)[1], 8762 человека (X. 2002 г.), 8447 человек (X. 2010 г.)[3], 7529 человек (I. 2013 г.)[4] —  городское поселение «Струги Красные».

## Сельские населённые пункты
Ниже представлен сортируемый (по столбцам) список всех населённых пунктов Струго-Красненского района Псковской области, распределённых по муниципальным образованиям (сельским поселениям— волостям и городскому поселению) с оценками численности населения сельских населённых пунктов на конец 2000 года и по переписи населения 2002 года.
| #   | #  | деревня                          | 2000 г., чел. | 2002 г., чел. | муниципальное образование | бывшее МО (2005—2010) | бывшее МО (2011—2015) |
| --- | -- | -------------------------------- | ------------- | ------------- | ------------------------- | --------------------- | --------------------- |
| 1   | 1  | Струги Красные, рабочий посёлок  | 6452          |               | Струги Красные            | Струги Красные        | Струги Красные        |
|     | 2  | Владимирский Лагерь, местечко    | 2900          |               | Струги Красные            | Цапельская волость    | Струги Красные        |
|     | 3  | Орлова Гора, местечко            | 25            |               | Струги Красные            | Цапельская волость    | Струги Красные        |
| 1   | 1  | Бельско                          | 7             | 8             | Марьинская волость        | Сиковицкая волость    | Сиковицкая волость    |
| 2   | 2  | Березица                         | 5             | 11            | Марьинская волость        | Марьинская волость    | Марьинская волость    |
| 3   | 3  | Бобовище                         | 9             | 12            | Марьинская волость        | Марьинская волость    | Марьинская волость    |
| 4   | 4  | Борки                            | 4             | 5             | Марьинская волость        | Сиковицкая волость    | Сиковицкая волость    |
| 5   | 5  | Бровск                           | 13            | 28            | Марьинская волость        | Марьинская волость    | Марьинская волость    |
| 6   | 6  | Вольный Дубок                    | 0             | 0             | Марьинская волость        | Сиковицкая волость    | Сиковицкая волость    |
| 7   | 7  | Выборово                         | 22            | 17            | Марьинская волость        | Марьинская волость    | Марьинская волость    |
| 8   | 8  | Высокое                          | 36            | 44            | Марьинская волость        | Симанологская волость | Марьинская волость    |
| 9   | 9  | Гаврилова Гора                   | 10            | 11            | Марьинская волость        | Симанологская волость | Марьинская волость    |
| 10  | 10 | Горка                            | 12            | 15            | Марьинская волость        | Сиковицкая волость    | Сиковицкая волость    |
| 11  | 11 | Горушка                          | 19            | 27            | Марьинская волость        | Марьинская волость    | Марьинская волость    |
| 12  | 12 | Давыдово                         | 20            | 18            | Марьинская волость        | Сиковицкая волость    | Сиковицкая волость    |
| 13  | 13 | Дворище                          | 10            | 9             | Марьинская волость        | Сиковицкая волость    | Сиковицкая волость    |
| 14  | 14 | Деева Горка                      | 3             | 4             | Марьинская волость        | Марьинская волость    | Марьинская волость    |
| 15  | 15 | Добриво                          | 9             | 14            | Марьинская волость        | Марьинская волость    | Марьинская волость    |
| 16  | 16 | Домкино                          | 20            | 19            | Марьинская волость        | Сиковицкая волость    | Сиковицкая волость    |
| 17  | 17 | Дубницы                          | 1             | 0             | Марьинская волость        | Марьинская волость    | Марьинская волость    |
| 18  | 18 | Дуброво                          | 4             | 4             | Марьинская волость        | Марьинская волость    | Марьинская волость    |
| 19  | 19 | Ждани                            | 311           | 239           | Марьинская волость        | Сиковицкая волость    | Сиковицкая волость    |
| 20  | 20 | Жидишино                         | 4             | 9             | Марьинская волость        | Марьинская волость    | Марьинская волость    |
| 21  | 21 | Задорье                          | 16            | 17            | Марьинская волость        | Сиковицкая волость    | Сиковицкая волость    |
| 22  | 22 | Замошье                          | 7             | 9             | Марьинская волость        | Симанологская волость | Марьинская волость    |
| 23  | 23 | Заозерье                         | 6             | 20            | Марьинская волость        | Марьинская волость    | Марьинская волость    |
| 24  | 24 | Заполье                          | 72            | 58            | Марьинская волость        | Марьинская волость    | Марьинская волость    |
| 25  | 25 | Заполье                          | 1             | 3             | Марьинская волость        | Сиковицкая волость    | Сиковицкая волость    |
| 26  | 26 | Заречье                          | 20            | 19            | Марьинская волость        | Симанологская волость | Марьинская волость    |
| 27  | 27 | Заручевье                        | 2             | 4             | Марьинская волость        | Сиковицкая волость    | Сиковицкая волость    |
| 28  | 28 | Зарябинка                        | 15            | 27            | Марьинская волость        | Сиковицкая волость    | Сиковицкая волость    |
| 29  | 29 | Зачеренье                        | 1             | 3             | Марьинская волость        | Сиковицкая волость    | Сиковицкая волость    |
| 30  | 30 | Зовка                            | 38            | 27            | Марьинская волость        | Сиковицкая волость    | Сиковицкая волость    |
| 31  | 31 | Игаево                           |               | 2             | Марьинская волость        | Симанологская волость | Марьинская волость    |
| 32  | 32 | Кириково                         | 46            | 44            | Марьинская волость        | Марьинская волость    | Марьинская волость    |
| 33  | 33 | Костелево                        | 166           | 118           | Марьинская волость        | Марьинская волость    | Марьинская волость    |
| 34  | 34 | Кочегоще                         | 2             | 2             | Марьинская волость        | Марьинская волость    | Марьинская волость    |
| 35  | 35 | Красный Дубок                    | 18            | 24            | Марьинская волость        | Симанологская волость | Марьинская волость    |
| 36  | 36 | Курско                           | 2             | 1             | Марьинская волость        | Симанологская волость | Марьинская волость    |
| 37  | 37 | Лычно                            | 3             | 16            | Марьинская волость        | Симанологская волость | Марьинская волость    |
| 38  | 38 | Марьино                          | 648           | 616           | Марьинская волость        | Марьинская волость    | Марьинская волость    |
| 39  | 39 | Машутино                         | 12            | 12            | Марьинская волость        | Марьинская волость    | Марьинская волость    |
| 40  | 40 | Мошнино                          | 9             | 14            | Марьинская волость        | Симанологская волость | Марьинская волость    |
| 41  | 41 | Музовер                          | 15            | 19            | Марьинская волость        | Сиковицкая волость    | Сиковицкая волость    |
| 42  | 42 | Нишева                           | 8             | 11            | Марьинская волость        | Сиковицкая волость    | Сиковицкая волость    |
| 43  | 43 | Новая Деревня                    | 23            | 23            | Марьинская волость        | Марьинская волость    | Марьинская волость    |
| 44  | 44 | Новая Жизнь                      | 9             | 15            | Марьинская волость        | Симанологская волость | Марьинская волость    |
| 45  | 45 | Обод                             | 12            | 16            | Марьинская волость        | Марьинская волость    | Марьинская волость    |
| 46  | 46 | Озерево                          | 17            | 22            | Марьинская волость        | Сиковицкая волость    | Сиковицкая волость    |
| 47  | 47 | Ольгино                          | 10            | 5             | Марьинская волость        | Марьинская волость    | Марьинская волость    |
| 48  | 48 | Орехово                          | 2             | 4             | Марьинская волость        | Сиковицкая волость    | Сиковицкая волость    |
| 49  | 49 | Остров                           | 20            | 18            | Марьинская волость        | Сиковицкая волость    | Сиковицкая волость    |
| 50  | 50 | Перехожа                         | 22            | 22            | Марьинская волость        | Марьинская волость    | Марьинская волость    |
| 51  | 51 | Пламя                            | 40            | 46            | Марьинская волость        | Марьинская волость    | Марьинская волость    |
| 52  | 52 | Погорелка                        | 5             | 8             | Марьинская волость        | Сиковицкая волость    | Сиковицкая волость    |
| 53  | 53 | Прусово                          | 12            | 8             | Марьинская волость        | Сиковицкая волость    | Сиковицкая волость    |
| 54  | 54 | Прусси                           | 9             | 5             | Марьинская волость        | Марьинская волость    | Марьинская волость    |
| 55  | 55 | Пятчино                          | 409           | 346           | Марьинская волость        | Марьинская волость    | Марьинская волость    |
| 56  | 56 | Радонка                          | 9             | 6             | Марьинская волость        | Сиковицкая волость    | Сиковицкая волость    |
| 57  | 57 | Река                             | 23            | 27            | Марьинская волость        | Сиковицкая волость    | Сиковицкая волость    |
| 58  | 58 | Ровное                           | 461           | 371           | Марьинская волость        | Симанологская волость | Марьинская волость    |
| 59  | 59 | Рожник                           | 21            | 24            | Марьинская волость        | Симанологская волость | Марьинская волость    |
| 60  | 60 | Рокино                           | 4             | 4             | Марьинская волость        | Симанологская волость | Марьинская волость    |
| 61  | 61 | Рошелёво                         | 10            | 15            | Марьинская волость        | Марьинская волость    | Марьинская волость    |
| 62  | 62 | Рычково                          | 2             | 2             | Марьинская волость        | Марьинская волость    | Марьинская волость    |
| 63  | 63 | Сафронова Гора                   | 19            | 29            | Марьинская волость        | Симанологская волость | Марьинская волость    |
| 64  | 64 | Сиковицы                         | 219           | 210           | Марьинская волость        | Сиковицкая волость    | Сиковицкая волость    |
| 65  | 65 | Симанский Лог                    | 1             | 13            | Марьинская волость        | Симанологская волость | Марьинская волость    |
| 66  | 66 | Сковородка                       | 67            | 67            | Марьинская волость        | Сиковицкая волость    | Сиковицкая волость    |
| 67  | 67 | Сосновка                         | 7             | 9             | Марьинская волость        | Симанологская волость | Марьинская волость    |
| 68  | 68 | Страшево                         | 17            | 29            | Марьинская волость        | Марьинская волость    | Марьинская волость    |
| 69  | 69 | Творожково                       | 38            | 52            | Марьинская волость        | Симанологская волость | Марьинская волость    |
| 70  | 70 | Тужерино                         | 2             | 6             | Марьинская волость        | Марьинская волость    | Марьинская волость    |
| 71  | 71 | Узьмино                          | 58            | 72            | Марьинская волость        | Сиковицкая волость    | Сиковицкая волость    |
| 72  | 72 | Щир                              | 61            | 65            | Марьинская волость        | Марьинская волость    | Марьинская волость    |
| 73  | 73 | Яблонец                          | 21            | 26            | Марьинская волость        | Марьинская волость    | Марьинская волость    |
|     |    | Загорье                          | 0             |               | Марьинская волость        | Сиковицкая волость    | Сиковицкая волость    |
|     |    | Юхново                           | 0             |               | Марьинская волость        | Сиковицкая волость    | Сиковицкая волость    |
| 74  | 1  | Алексеевка                       | 1             | 1             | Новосельская волость      | Цапельская волость    | Цапельская волость    |
| 75  | 2  | Бабкино                          | 25            | 27            | Новосельская волость      | Хрединская волость    | Хрединская волость    |
| 76  | 3  | Бородкино                        | 10            | 13            | Новосельская волость      | Хрединская волость    | Хрединская волость    |
| 77  | 4  | Босницы                          | 76            | 64            | Новосельская волость      | Цапельская волость    | Цапельская волость    |
| 78  | 5  | Вейтлус                          | 152           | 137           | Новосельская волость      | Новосельская волость  | Новосельская волость  |
| 79  | 6  | Велени                           | 55            | 60            | Новосельская волость      | Хрединская волость    | Хрединская волость    |
| 80  | 7  | Всини                            | 17            | 19            | Новосельская волость      | Хрединская волость    | Хрединская волость    |
| 81  | 8  | Гмырино                          | 24            | 38            | Новосельская волость      | Цапельская волость    | Цапельская волость    |
| 82  | 9  | Горбы                            | 25            | 26            | Новосельская волость      | Хрединская волость    | Хрединская волость    |
| 83  | 10 | Гористо                          | 21            | 28            | Новосельская волость      | Цапельская волость    | Цапельская волость    |
| 84  | 11 | Горки                            | 5             | 1             | Новосельская волость      | Хрединская волость    | Хрединская волость    |
| 85  | 12 | Горское Лесничество              | 38            | 35            | Новосельская волость      | Цапельская волость    | Цапельская волость    |
| 86  | 13 | Дворьково                        | 15            | 10            | Новосельская волость      | Цапельская волость    | Цапельская волость    |
| 87  | 14 | Демяховщина                      | 77            | 80            | Новосельская волость      | Новосельская волость  | Новосельская волость  |
| 88  | 15 | Дертины                          | 47            | 41            | Новосельская волость      | Хрединская волость    | Хрединская волость    |
| 89  | 16 | Дулова Гора                      | 18            | 25            | Новосельская волость      | Молодейская волость   | Новосельская волость  |
| 90  | 17 | Жабенец                          | 44            | 50            | Новосельская волость      | Цапельская волость    | Цапельская волость    |
| 91  | 18 | Жеглицы                          | 4             | 3             | Новосельская волость      | Молодейская волость   | Новосельская волость  |
| 92  | 19 | Жуковичи                         | 30            | 37            | Новосельская волость      | Молодейская волость   | Новосельская волость  |
| 93  | 20 | Заборье                          | 9             | 12            | Новосельская волость      | Цапельская волость    | Цапельская волость    |
| 94  | 21 | Заклинье                         |               | 0             | Новосельская волость      | Новосельская волость  | Новосельская волость  |
| 95  | 22 | Залазы                           | 63            | 79            | Новосельская волость      | Хрединская волость    | Хрединская волость    |
| 96  | 23 | Замошье                          | 79            | 63            | Новосельская волость      | Новосельская волость  | Новосельская волость  |
| 97  | 24 | Замушки                          | 3             | 3             | Новосельская волость      | Хрединская волость    | Хрединская волость    |
| 98  | 25 | Заозерье                         | 3             | 6             | Новосельская волость      | Новосельская волость  | Новосельская волость  |
| 99  | 26 | Заполье                          | 185           | 167           | Новосельская волость      | Новосельская волость  | Новосельская волость  |
| 100 | 27 | Запорово                         | 17            | 21            | Новосельская волость      | Молодейская волость   | Новосельская волость  |
| 101 | 28 | Засеки                           | 24            | 35            | Новосельская волость      | Молодейская волость   | Новосельская волость  |
| 102 | 29 | Захолустье                       | 0             | 0             | Новосельская волость      | Молодейская волость   | Новосельская волость  |
| 103 | 30 | Збуд                             | 5             | 4             | Новосельская волость      | Хрединская волость    | Хрединская волость    |
| 104 | 31 | Ивановщина                       | 5             | 4             | Новосельская волость      | Новосельская волость  | Новосельская волость  |
| 105 | 32 | Катежно                          | 156           | 140           | Новосельская волость      | Цапельская волость    | Цапельская волость    |
| 106 | 33 | Кебско                           | 66            | 63            | Новосельская волость      | Новосельская волость  | Новосельская волость  |
| 107 | 34 | Княжицы                          | 53            | 55            | Новосельская волость      | Новосельская волость  | Новосельская волость  |
| 108 | 35 | Комарино                         | 27            | 46            | Новосельская волость      | Хрединская волость    | Хрединская волость    |
| 109 | 36 | Коты                             | 4             | 1             | Новосельская волость      | Молодейская волость   | Новосельская волость  |
| 110 | 37 | Кочерицы                         | 7             | 12            | Новосельская волость      | Цапельская волость    | Цапельская волость    |
| 111 | 38 | Красная Горка                    | 32            | 36            | Новосельская волость      | Новосельская волость  | Новосельская волость  |
| 112 | 39 | Ксти                             | 23            | 19            | Новосельская волость      | Новосельская волость  | Новосельская волость  |
| 113 | 40 | Кубасово                         | 8             | 4             | Новосельская волость      | Молодейская волость   | Новосельская волость  |
| 114 | 41 | Кузнецово                        | 2             | 4             | Новосельская волость      | Новосельская волость  | Новосельская волость  |
| 115 | 42 | Лазуни                           | 24            | 20            | Новосельская волость      | Хрединская волость    | Хрединская волость    |
| 116 | 43 | Лапино                           | 56            | 88            | Новосельская волость      | Новосельская волость  | Новосельская волость  |
| 117 | 44 | Лежно                            | 25            | 19            | Новосельская волость      | Хрединская волость    | Хрединская волость    |
| 118 | 45 | Липно                            | 48            | 48            | Новосельская волость      | Новосельская волость  | Новосельская волость  |
| 119 | 46 | Лудони                           | 400           | 391           | Новосельская волость      | Хрединская волость    | Хрединская волость    |
| 120 | 47 | Мараморочка                      | 21            | 22            | Новосельская волость      | Молодейская волость   | Цапельская волость    |
| 121 | 48 | Маяково                          | 97            | 88            | Новосельская волость      | Цапельская волость    | Цапельская волость    |
| 122 | 49 | Могутово                         | 61            | 44            | Новосельская волость      | Новосельская волость  | Новосельская волость  |
| 123 | 50 | Молоди                           | 262           | 204           | Новосельская волость      | Молодейская волость   | Новосельская волость  |
| 124 | 51 | Моложане                         | 25            | 18            | Новосельская волость      | Новосельская волость  | Новосельская волость  |
| 125 | 52 | Мурово                           | 3             | 1             | Новосельская волость      | Новосельская волость  | Новосельская волость  |
| 126 | 53 | Негино                           | 5             | 7             | Новосельская волость      | Цапельская волость    | Цапельская волость    |
| 127 | 54 | Новоселье                        | 65            | 52            | Новосельская волость      | Новосельская волость  | Новосельская волость  |
| 128 | 55 | Новоселье, село                  | 782           | 762           | Новосельская волость      | Новосельская волость  | Новосельская волость  |
| 129 | 56 | Новые Поляны                     | 0             | 1             | Новосельская волость      | Молодейская волость   | Новосельская волость  |
| 130 | 57 | Озерово                          | 11            | 22            | Новосельская волость      | Цапельская волость    | Цапельская волость    |
| 131 | 58 | Павлово                          | 10            | 8             | Новосельская волость      | Цапельская волость    | Цапельская волость    |
| 132 | 59 | Палицы                           | 80            | 68            | Новосельская волость      | Молодейская волость   | Новосельская волость  |
| 133 | 60 | Пахомово                         | 7             | 2             | Новосельская волость      | Новосельская волость  | Новосельская волость  |
| 134 | 61 | Первенец                         | 26            | 16            | Новосельская волость      | Новосельская волость  | Новосельская волость  |
| 135 | 62 | Пески                            | 7             | 5             | Новосельская волость      | Молодейская волость   | Новосельская волость  |
| 136 | 63 | Печеново                         |               | 2             | Новосельская волость      | Цапельская волость    | Цапельская волость    |
| 137 | 64 | Плесково                         | 3             | 3             | Новосельская волость      | Новосельская волость  | Новосельская волость  |
| 138 | 65 | Подборовье                       | 11            | 12            | Новосельская волость      | Новосельская волость  | Новосельская волость  |
| 139 | 66 | Подвязье                         | 8             | 4             | Новосельская волость      | Молодейская волость   | Новосельская волость  |
| 140 | 67 | Подложье                         | 59            | 70            | Новосельская волость      | Цапельская волость    | Цапельская волость    |
| 141 | 68 | Полоски                          | 45            | 41            | Новосельская волость      | Цапельская волость    | Цапельская волость    |
| 142 | 69 | Поречье                          | 7             | 7             | Новосельская волость      | Новосельская волость  | Новосельская волость  |
| 143 | 70 | Поречье                          | 9             | 5             | Новосельская волость      | Молодейская волость   | Новосельская волость  |
| 144 | 71 | Поречье                          | 11            | 8             | Новосельская волость      | Хрединская волость    | Хрединская волость    |
| 145 | 72 | Посткино                         | 18            | 12            | Новосельская волость      | Новосельская волость  | Новосельская волость  |
| 146 | 73 | Радежа                           | 50            | 46            | Новосельская волость      | Новосельская волость  | Новосельская волость  |
| 147 | 74 | Раменье                          | 3             | 2             | Новосельская волость      | Хрединская волость    | Хрединская волость    |
| 148 | 75 | Речки                            | 17            | 14            | Новосельская волость      | Молодейская волость   | Новосельская волость  |
| 149 | 76 | Ротный Двор                      | 131           | 146           | Новосельская волость      | Цапельская волость    | Цапельская волость    |
| 150 | 77 | Рубежок                          | 11            | 9             | Новосельская волость      | Цапельская волость    | Цапельская волость    |
| 151 | 78 | Сверётово                        | 23            | 20            | Новосельская волость      | Цапельская волость    | Цапельская волость    |
| 152 | 79 | Серебрено                        | 6             | 0             | Новосельская волость      | Новосельская волость  | Новосельская волость  |
| 153 | 80 | Середка                          | 22            | 11            | Новосельская волость      | Новосельская волость  | Новосельская волость  |
| 154 | 81 | Слезово                          |               | 1             | Новосельская волость      | Хрединская волость    | Хрединская волость    |
| 155 | 82 | Собино                           | 21            | 16            | Новосельская волость      | Новосельская волость  | Новосельская волость  |
| 156 | 83 | Соседно                          | 36            | 26            | Новосельская волость      | Новосельская волость  | Новосельская волость  |
| 157 | 84 | Старище                          | 7             | 6             | Новосельская волость      | Цапельская волость    | Цапельская волость    |
| 158 | 85 | Старково                         | 4             | 7             | Новосельская волость      | Молодейская волость   | Новосельская волость  |
| 159 | 86 | Строитель                        | 3             | 13            | Новосельская волость      | Цапельская волость    | Цапельская волость    |
| 160 | 87 | Теребуни                         | 35            | 41            | Новосельская волость      | Хрединская волость    | Хрединская волость    |
| 161 | 88 | Турея                            | 10            | 19            | Новосельская волость      | Хрединская волость    | Хрединская волость    |
| 162 | 89 | Углы                             | 69            | 66            | Новосельская волость      | Молодейская волость   | Новосельская волость  |
| 163 | 90 | Феофилова Пустынь (б. Николаево) | 27            | 28            | Новосельская волость      | Хрединская волость    | Хрединская волость    |
| 164 | 91 | Хредино                          | 269           | 292           | Новосельская волость      | Хрединская волость    | Хрединская волость    |
| 165 | 92 | Цапелька                         | 323           | 311           | Новосельская волость      | Цапельская волость    | Цапельская волость    |
| 166 | 93 | Церковщина                       | 1             | 3             | Новосельская волость      | Молодейская волость   | Новосельская волость  |
| 167 | 94 | Череменка                        | 5             | 9             | Новосельская волость      | Хрединская волость    | Хрединская волость    |
| 168 | 95 | Шабаново                         | 2             | 6             | Новосельская волость      | Хрединская волость    | Хрединская волость    |
| 169 | 96 | Щегли                            | 18            | 14            | Новосельская волость      | Новосельская волость  | Новосельская волость  |
| 170 | 97 | Щирск                            | 25            | 40            | Новосельская волость      | Хрединская волость    | Хрединская волость    |
| 171 | 98 | Ягодно                           | 6             | 23            | Новосельская волость      | Хрединская волость    | Хрединская волость    |
| 172 | 99 | Яковлево                         | 1             | 4             | Новосельская волость      | Новосельская волость  | Новосельская волость  |
|     |    | Воскресенщина                    | 0             | 0             | Новосельская волость      | Молодейская волость   | Новосельская волость  |